# 辻堂站

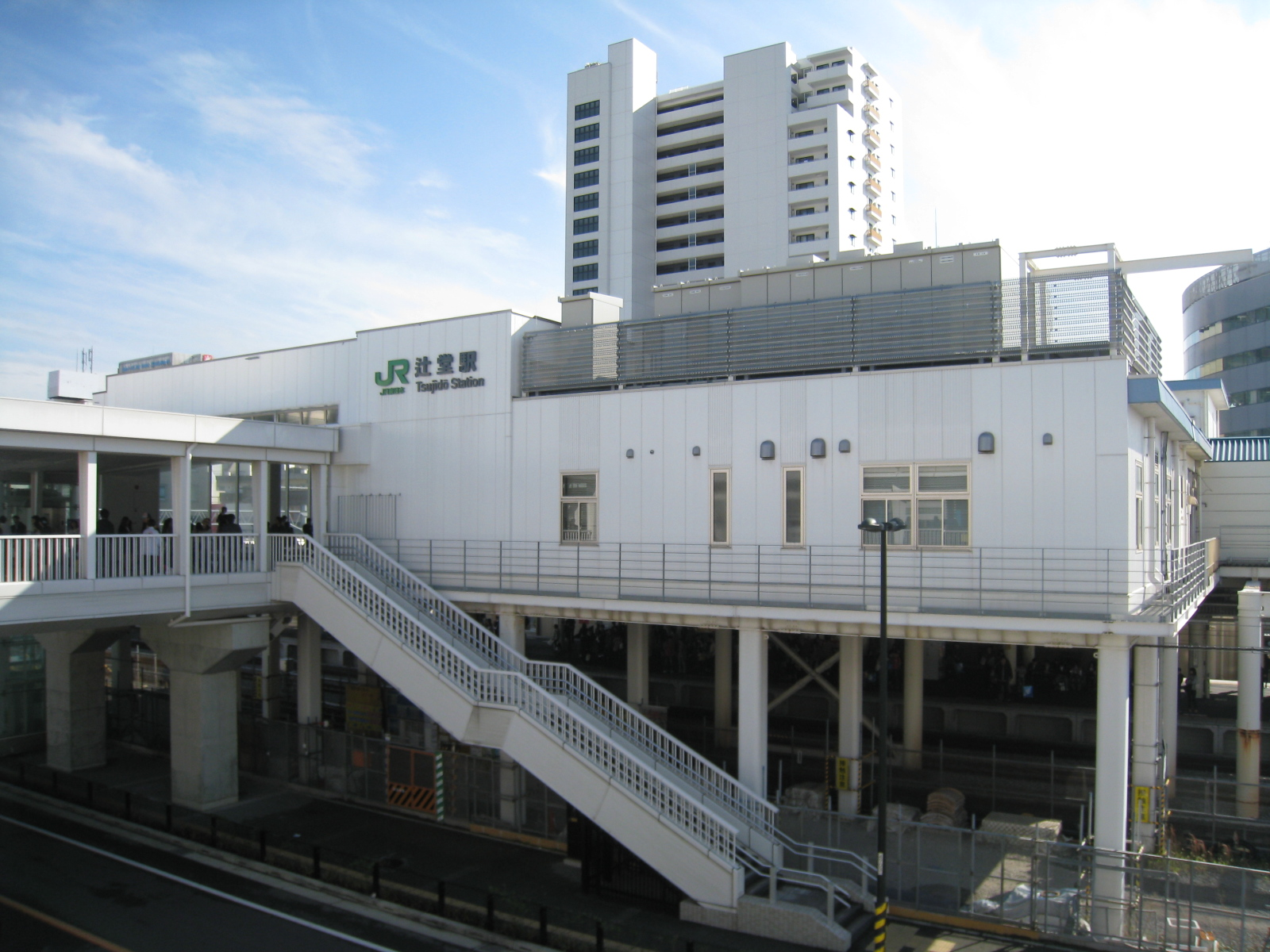
東口站房望向北口方向（2011年11月）

辻堂站（日语：／ Tsujidō eki */?）是東日本旅客鐵道（JR東日本）東海道本線的鐵路車站，位於神奈川縣藤澤市辻堂一丁目。
本站有東京站起迄系統、經新宿站直通高崎線的湘南新宿線、經東京站與上野站直通宇都宮線及高崎線的上野東京線三系統停靠。車站西側為茅崎市。
2021年3月13日改點後，全車指定席特急「湘南」部分列車將增停本站。

## 歷史
- 1913年（大正2年）：日本國鐵設置辻堂號誌站。
- 1914年（大正3年）3月26日：當地居民設立組織，爭取設立車站。
- 1916年（大正5年）12月1日：由於日本海軍橫須賀鎮守府需要搬運物資到位於辻堂海岸的炮術訓練場，日本國鐵同意於當時的高座郡藤澤町辻堂設站。車站用地和建設費用由當地居民負擔。當時站房設於現時南口附近[4]，並設有開站紀念碑立[注釈 1]。
- 1923年（大正12年）9月1日：站房在關東大地震中倒塌。
- 1924年（大正13年）10月3日：新站房落成[5]。
- 1945年（昭和20年）12月18日：一列運送二戰日軍剩餘彈藥的貨運列車在本站爆炸，導致8人死亡，9人受傷。爆炸波及車站附近地區的住宅和工廠，有14座民房和6座工廠倒塌，另近400座樓宇受到不同程度的損毀[6]。
- 1946年（昭和21年）12月8日：藤澤都市計畫辻堂站前土地區劃整理（日语：土地区画整理事業）定案[7]。
- 1953年（昭和28年）：新設西口[8][9]。
- 1963年（昭和38年）：西口跨線橋啟用，連接西口的平交道被廢除。
- 1968年（昭和43年）：南口站前廣場落成啟用。
- 1969年（昭和44年）6月9日：左翼中核派和警方機動部隊在本站發生衝突。
- 1970年（昭和45年）
  - 4月：藤澤市道藤澤站辻堂線（沿東海道本線的道路，全長3540公尺）が開通。
  - 5月1日：行李配送業務廢除[10]。
- 1971年（昭和46年）9月25日：營業範圍改為旅客、手提行李、小型行李與本站接續專用線車載貨物（不包含配送）[11]。
- 1972年（昭和47年）3月15日：終止行李業務[12]。
- 1974年（昭和49年）
  - 6月25日：西口赤松平交道廢除[13]。
  - 10月1日：營業範圍改為旅客、專用線起訖車載貨物[14]。
- 1976年（昭和51年）：北口站前廣場落成啟用。
- 1977年（昭和52年）11月：跨站式站房和南北非付費區通道落成啟用。
- 1981年（昭和56年）9月1日：廢除貨運業務[15]。關東特殊製鋼工場的專用線維持貨物輸送業務。
- 1987年（昭和62年）4月1日：國鐵分割民營化，本站由JR東日本接手管理。

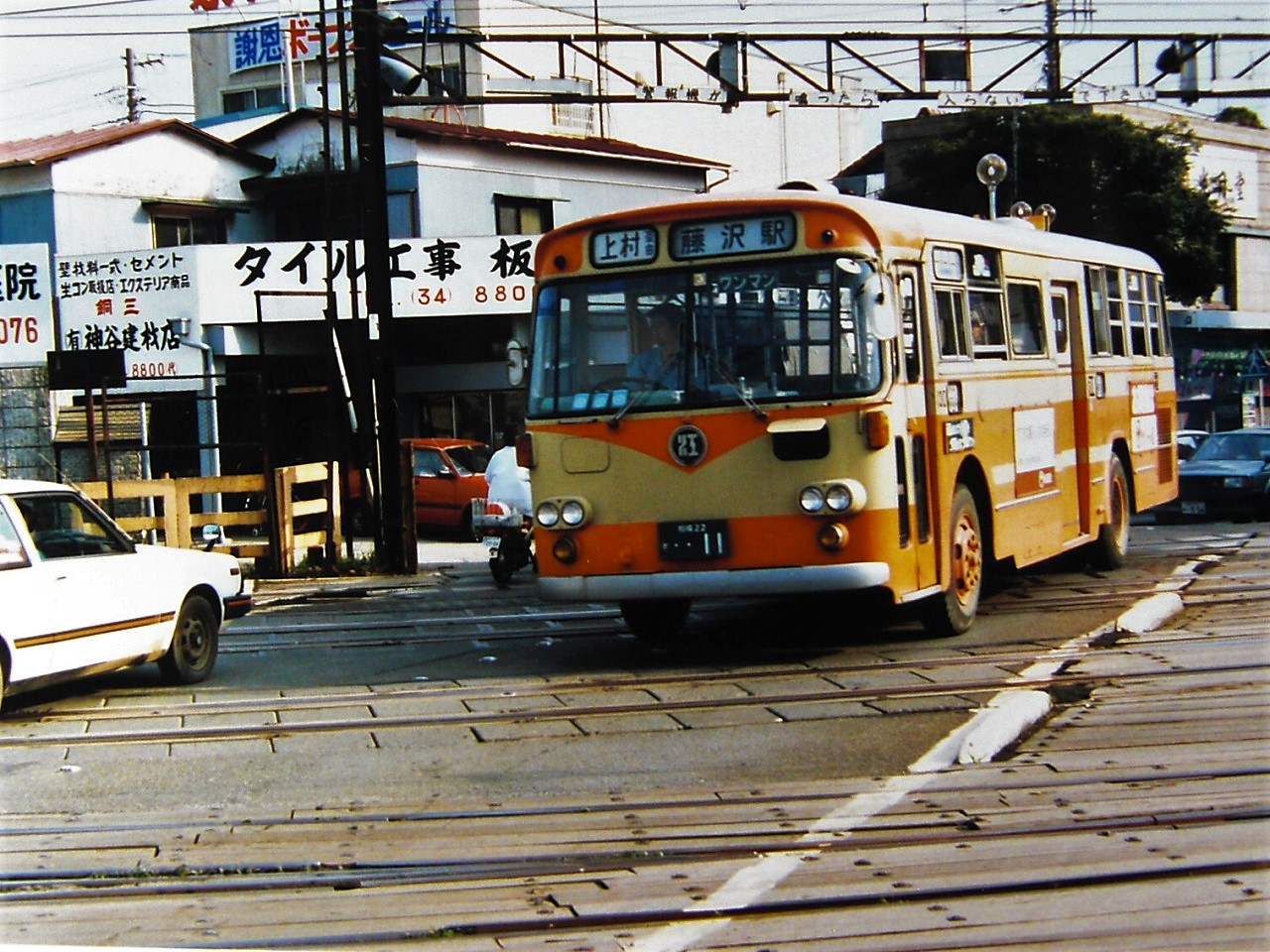
羽鳥平交道（1985年）

- 1994年（平成6年）11月：由於道路地下化，車站東側的羽鳥平交道被廢除。
- 2001年（平成13年）11月18日：JR東日本的智能卡系統Suica正式投入服務。
- 2009年（平成21年）
  - 3月11日：北口交通廣場啟用。
  - 7月9日：為準備於本站進行月台擴闊工程，切換貨運線下行方向的軌道。
- 2010年（平成22年）5月23日：上行線往外側移動，並開始月台擴闊工程。
- 2011年（平成23年）11月11日：Terrace Mall湘南（日语：テラスモール湘南）開幕，與北口直通。
- 2012年（平成24年）3月30日：南口連接西口跨線橋的通道啟用。
- 2014年（平成26年）7月1日：成為JR東日本車站服務（日语：JR東日本ステーションサービス）業務委託站[16][17]。
- 2016年（平成28年）12月1日：發車音樂改為《濱邊之歌》[1]。
- 2021年（令和3年）3月13日：改點取消「湘南Liner」[3]。特急「湘南」部分列車停靠本車[3]。

## 車站構造
島式月台1面2線之地面車站，站房採跨站式站房設計。站房分為月台中央的東口（出入口名為北口、南口）、月台茅崎側的西口。現為業務委託站（委託給JR東日本車站服務），設有綠色窗口、指定席售票機、自動驗票閘門。

付費區內商店有小竹林（立食蕎麥麵、烏龍麵店）與KIOSK、NEWDAYS、BECK'S COFFEE SHOP。
本站西方（茅崎站區內）有旅客線與東海道貨物線的橫渡線。是旅客線東京方向不經品鶴線的第一條貨物線橫渡線。

### 月台配置
| 月台 | 路線     | 方向 | 目的地                                                              |
| ---- | -------- | ---- | ------------------------------------------------------------------- |
| 1    | 東海道線 | 下行 | 小田原、熱海、伊東方向                                              |
| 2    | 東海道線 | 上行 | 橫濱、品川、東京、上野、澀谷、新宿方向 （上野東京線）（湘南新宿線） |

（來源：JR東日本:車站構內圖 （页面存档备份，存于））

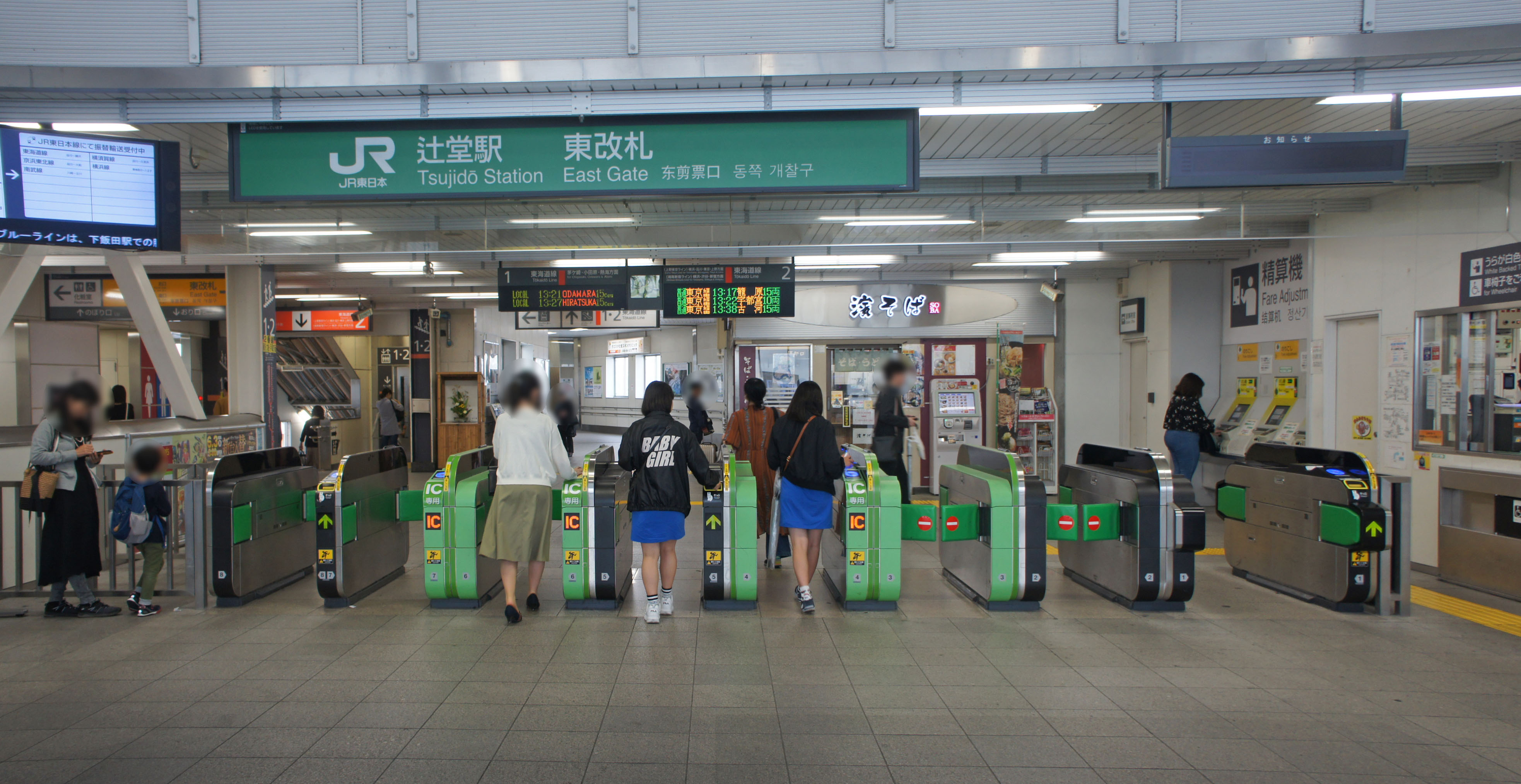
東閘口（2019年6月）
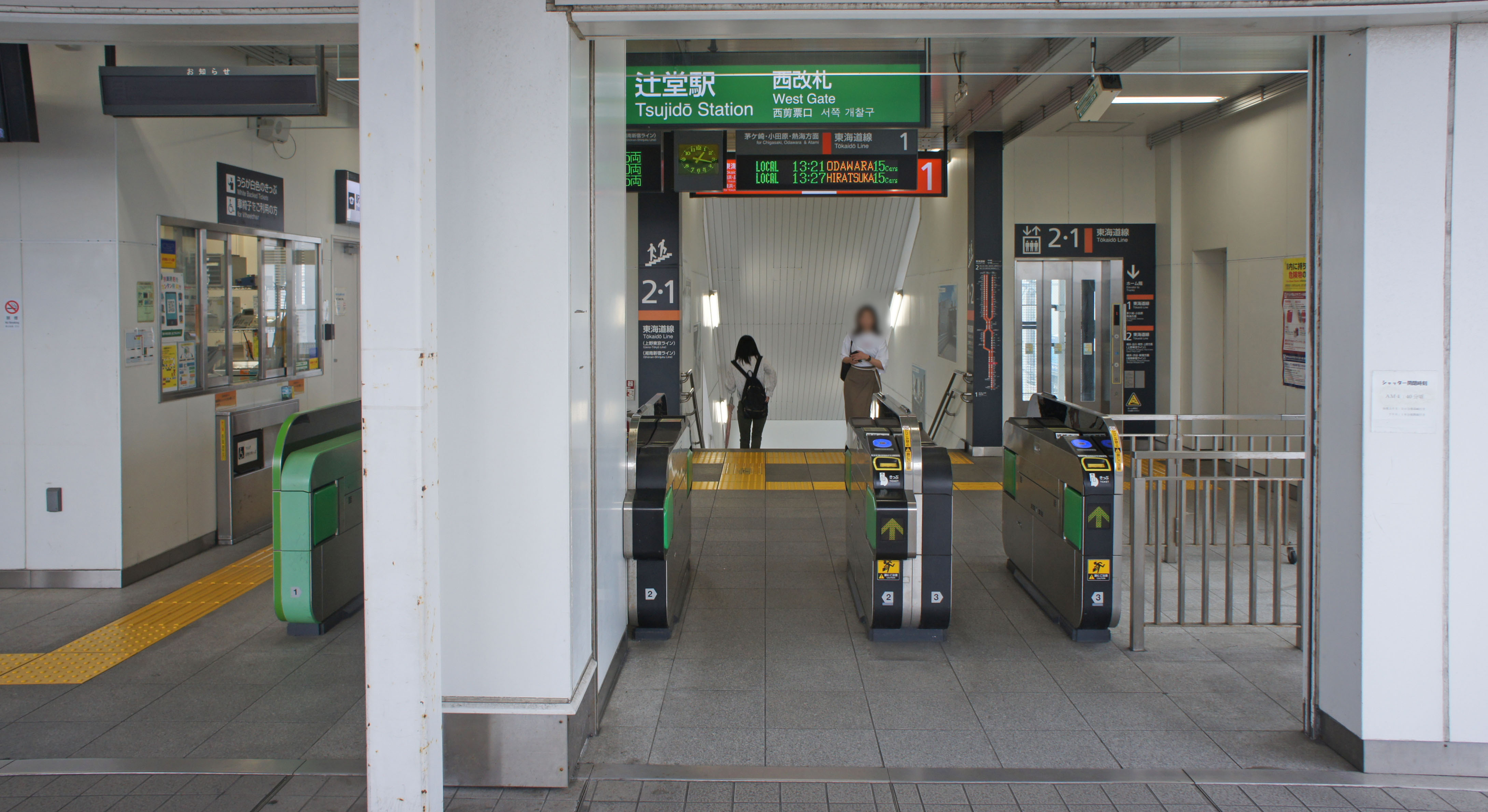
西閘口（2019年6月）
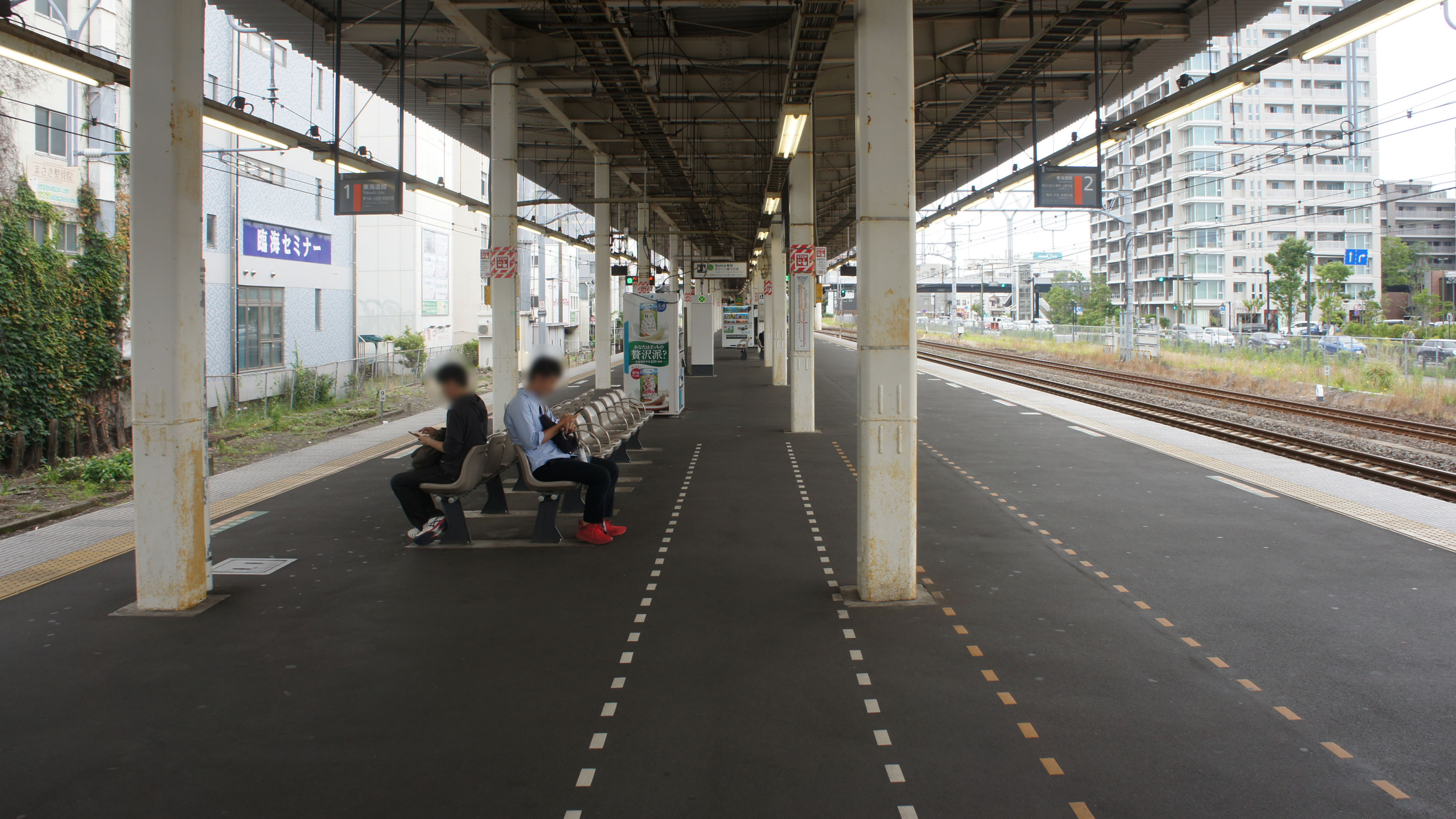
月台（2019年6月）

### 發車音樂
2016年12月1日起，採用作詞家林古溪的「濱邊之歌」作為發車音樂。音樂制作公司為Switch，編曲者為鹽塚博。
| 1 | JT | 濱邊之歌A |
| 2 | JT | 濱邊之歌B |

## 利用狀況
2019年（令和元年）度1日平均上車人次為59,409人，JR東日本全體次於南浦和站位於第81位，也是東海道線內快速「ACTY」通過站中使用人次最多的車站。本站使用人次長期維持在4萬餘人，2011年Terrace Mall湘南開幕後站上5萬人，2016年超過鄰站「ACTY」停靠站茅崎站。2021年3月13日改點後，早晚尖峰時刻運行的特急「湘南」將有部分班次停靠本站，加上白天時段的快速「Acty」改為普通列車，將提升本站服務班次。 
近年的推移如下表。
| 年度               | 1日平均 上車人次 | 來源       |
| ------------------ | ---------------- | ---------- |
| 1995年（平成07年） | 47,996           | [ 統計 2 ] |
| 1998年（平成10年） | 46,873           | [ * 1 ]    |
| 1999年（平成11年） | 45,414           | [ * 2 ]    |
| 2000年（平成12年） | 44,957           | [ * 2 ]    |
| 2001年（平成13年） | 44,984           | [ * 3 ]    |
| 2002年（平成14年） | 45,042           | [ * 4 ]    |
| 2003年（平成15年） | 45,157           | [ * 5 ]    |
| 2004年（平成16年） | 44,867           | [ * 6 ]    |
| 2005年（平成17年） | 44,822           | [ * 7 ]    |
| 2006年（平成18年） | 45,030           | [ * 8 ]    |
| 2007年（平成19年） | 45,413           | [ * 9 ]    |
| 2008年（平成20年） | 45,666           | [ * 10 ]   |
| 2009年（平成21年） | 45,557           | [ * 11 ]   |
| 2010年（平成22年） | 45,837           | [ * 12 ]   |
| 2011年（平成23年） | 50,203           | [ * 13 ]   |
| 2012年（平成24年） | 54,422           | [ * 14 ]   |
| 2013年（平成25年） | 56,134           | [ * 15 ]   |
| 2014年（平成26年） | 55,725           | [ * 16 ]   |
| 2015年（平成27年） | 57,351           | [ * 17 ]   |
| 2016年（平成28年） | 57,910           | [ * 18 ]   |
| 2017年（平成29年） | 57,796           |            |
| 2018年（平成30年） | 59,425           |            |
| 2019年（令和元年） | 59,409           |            |

## 車站周邊

### 北口
本站也是新市鎮湘南Life Town的最近車站。
- 湘南C-X（日语：湘南C-X） - 關東特殊製鋼（日语：関東特殊製鋼）本社工場舊址[19]。居住人口2300人、就業人口1萬人的開發區[19]
  - 橫濱地方法務局（日语：東京法務局）湘南支局
  - 協同油脂本社
  - Luz湘南辻堂（日语：Luz湘南辻堂）
  - Terrace Mall湘南（日语：テラスモール湘南）
    - 駿河銀行（日语：スルガ銀行）辻堂支店
    - 橫濱銀行湘南C-X支店

  - Mia Cucina（日语：ユーコープ事業連合）湘南辻堂站前店
  - 神台公園
  - 湘南藤澤德洲會醫院（日语：湘南藤沢徳洲会病院）
  - 湘南護照中心
- 藤澤市明治市民中心、公民館
- 藤澤市南消防署明治出張所
- 藤澤辻堂新町郵便局
- 湘南中央醫院
- 神奈川縣道307號辻堂停車場羽鳥線（日语：神奈川県道307号辻堂停車場羽鳥線）
- 神奈川縣道308號辻堂停車場辻堂線（日语：神奈川県道308号辻堂停車場辻堂線）
- 國道1號

- 藤澤交流道 - 新湘南繞道（日语：新湘南バイパス）

### 南口
- 湘南第一INN（日语：阪急阪神ホテルズ）
- 藤澤市辻堂市民中心、公民館
- 辻堂市民圖書館
- 藤澤市辻堂青少年會館
- 藤澤市辻堂市民圖書館
- 藤澤市南消防署辻堂出張所
- 辻堂郵便局
- 瑞穗銀行辻堂支店
- 橫濱銀行辻堂支店
- 神奈川銀行（日语：神奈川銀行）辻堂支店
- 靜岡銀行辻堂支店
- 神奈川信用金庫（日语：かながわ信用金庫）辻堂支店
- 湘南工科大學（日语：湘南工科大学）
  - 湘南工科大學附屬高等學校（日语：湘南工科大学附属高等学校）
- 藤澤市立白濱養護學校（日语：藤沢市立白浜養護学校）
- 辻堂海濱公園（日语：辻堂海浜公園）
- 辻堂海岸（日语：辻堂海岸）
- 辻堂海水浴場（日语：辻堂海水浴場）
- 神奈川縣道308號辻堂停車場辻堂線
- 國道134號

- 櫻花園通
- 湘南醫院
- 辻堂團地（日语：辻堂団地）

### 西口（北側）

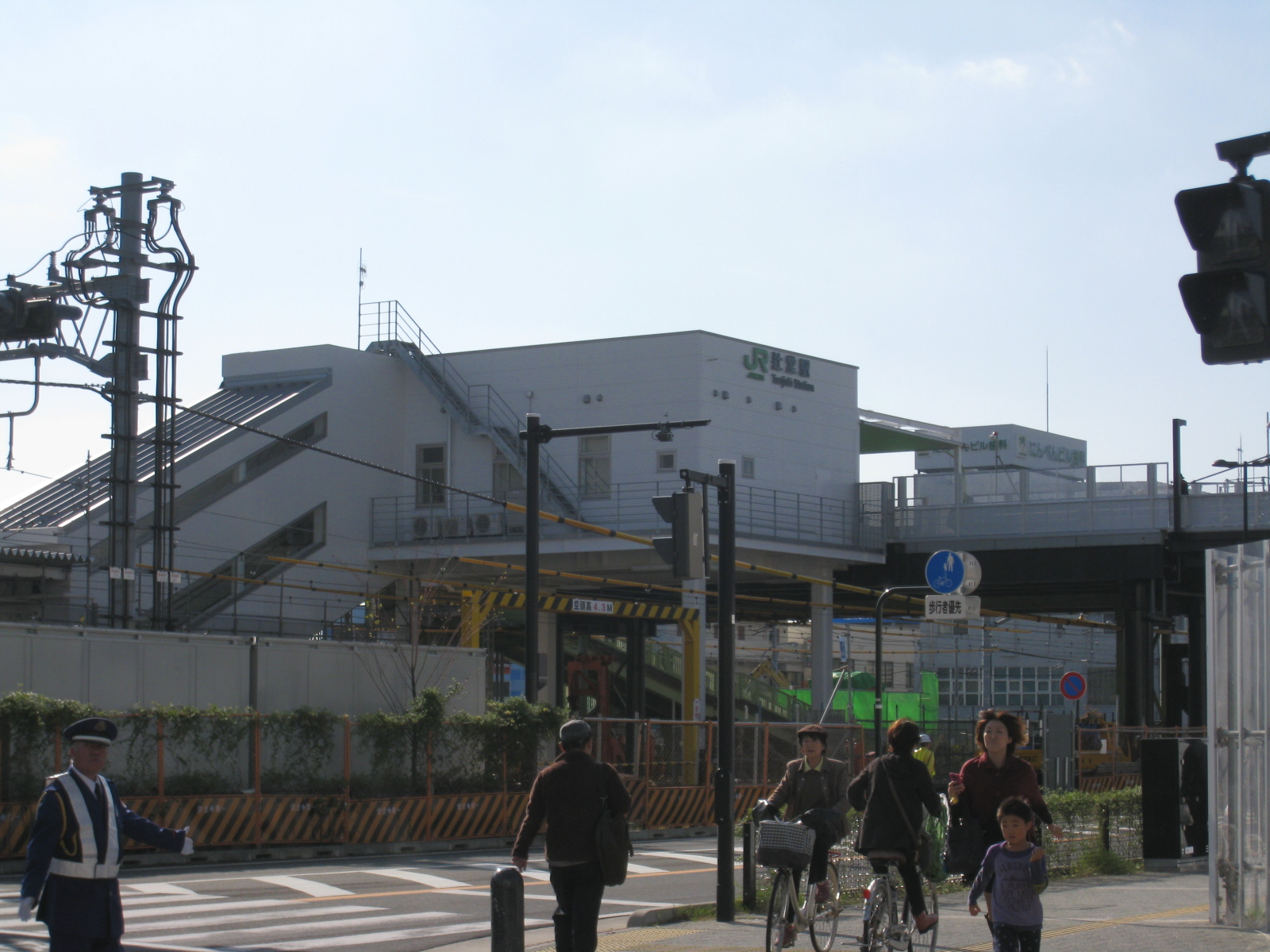
西口檢票口

- Terrace Mall湘南
- 赤松通 - 連結國道1號。

### 西口（南側）
- 茅崎市役所小和田市民窗口中心
- 茅崎濱竹郵便局
- 湘南信用金庫（日语：湘南信用金庫）小和田支店
- 濱竹通 - 連結湘南新道（日语：神奈川県道30号戸塚茅ヶ崎線）。
- 神奈川縣藤澤土木事務所
- 湘南汐見台公園（日语：湘南汐見台公園）
- 松下政經塾

### 巴士路線

#### 北口（辻堂站北口）
| 乘車處    | 系統                 | 主要行經地                                             | 目的地             | 運行業者                         | 備註                          |
| --------- | -------------------- | ------------------------------------------------------ | ------------------ | -------------------------------- | ----------------------------- |
| 1號乘車處 | 辻01                 | 小和田、茅崎高校前                                     | 茅崎站             | 神奈川中央交通                   |                               |
| 1號乘車處 | 辻07                 |                                                        | 赤羽根             | 神奈川中央交通東                 |                               |
| 1號乘車處 | 辻31                 | 引地橋                                                 | 老人中心           | 神奈川中央交通東                 | 1日1班                        |
| 1號乘車處 | 藤03                 | 上村                                                   | 藤澤站北口         | 神奈川中央交通東                 |                               |
| 1號乘車處 | 藤09                 | 引地橋                                                 | 藤澤站北口         | 神奈川中央交通東                 | 平日白天除外                  |
| 1號乘車處 | 藤10                 | 引地橋、市民醫院                                       | 藤澤站北口         | 神奈川中央交通東                 | 平日白天                      |
| 2號乘車處 | 辻23                 | （急行）駒寄                                           | 湘南Life Town      | 神奈川中央交通                   | 僅平日 雙節公車「Twin Liner」 |
| 2號乘車處 | 辻24                 | 大庭隧道、駒寄                                         | 湘南Life Town      | 神奈川中央交通                   |                               |
| 2號乘車處 | 辻26                 | 大庭隧道、駒寄、湘南Life Town                          | 湘南台站西口       | 神奈川中央交通                   |                               |
| 2號乘車處 | 辻34                 | 大庭隧道、駒寄、湘南Life Town、慶應大學                | 慶應大學中高下車場 | 神奈川中央交通                   | 平日、週六運行                |
| 2號乘車處 | 辻34                 | 大庭隧道、駒寄、湘南Life Town                          | 慶應大學           | 神奈川中央交通                   | 假日運行                      |
| 2號乘車處 | 辻35                 | （急行）駒寄、湘南Life Town、慶應大學                  | 慶應大學中高下車場 | 神奈川中央交通                   | 僅平日 雙節公車「Twin Liner」 |
| 3號乘車處 | 辻28                 | 大六天、湘南鄉村俱樂部前                               | 湘南Life Town      | 神奈川中央交通                   |                               |
| 3號乘車處 | 辻29                 | 大庭隧道、湘南鄉村俱樂部前                             | 湘南Life Town      | 神奈川中央交通                   |                               |
| 3號乘車處 | 辻33                 | 羽鳥山、大六天、駒寄、湘南Life Town                    | 綾瀨車庫           | 神奈川中央交通                   | 1日數班                       |
| 3號乘車處 | Highlan Express      | 中央道小形山、中央道都留、中央道下吉田、富士急高原樂園 | 河口湖站           | 神奈川中央交通西、富士急湘南巴士 | 1日1往返                      |
| 4號乘車處 | 機場接駁巴士         |                                                        | 成田機場           | 成田空港交通                     |                               |
| 4號乘車處 | 圈央Liner 川越湘南線 | 川越站西口、本川越站                                   | 神明町車庫         | 神奈川中央交通西                 |                               |
| 5號乘車處 | 辻09                 | 索尼前                                                 | 高山車庫           | 神奈川中央交通                   |                               |
| 5號乘車處 | 藤21                 | 索尼前、高山車庫、神明町                               | 藤澤站北口         | 神奈川中央交通                   |                               |
| 6號乘車處 | 辻08                 | 室田                                                   | 茅崎市立醫院       | 神奈川中央交通                   | 僅夜間                        |
| 6號乘車處 | 辻09、藤21           | 室田、茅崎市立醫院                                     | 茅崎站             | 神奈川中央交通                   |                               |

- 東京站、新宿站發出的深夜急行巴士也停靠北口（神奈川中央交通西）

#### 南口（辻堂站南口、辻堂站）
| 乘車處    | 系統 | 主要行經地                 | 目的地       | 運行業者                     | 備註                   |
| --------- | ---- | -------------------------- | ------------ | ---------------------------- | ---------------------- |
| 1號乘車處 | J3   | 湘洋中學校前               | 鵠沼車庫前   | 江之電巴士                   |                        |
| 1號乘車處 | F35  | 湘洋中學校、江之島海岸     | 藤澤站       | 江之電巴士                   | 僅平日1班              |
| 2號乘車處 | 藤06 | 長久保                     | 藤澤站北口   | 神奈川中央交通東、江之電巴士 |                        |
| 2號乘車處 | 辻03 | 高砂、辻堂西海岸           | 辻堂團地     | 神奈川中央交通東、江之電巴士 |                        |
| 2號乘車處 | J4   | 太平台                     | 鵠沼車庫前   | 江之電巴士                   |                        |
| 3號乘車處 | 辻02 | 辻堂團地、平和町           | 茅崎站南口   | 神奈川中央交通               |                        |
| 3號乘車處 | J1   | 辻堂團地、茅崎學園、濱須賀 | 平和學園循環 | 江之電巴士                   |                        |
| 3號乘車處 | 辻11 |                            | 辻堂團地     | 神奈川中央交通東             | 深夜巴士，僅平日、週六 |
| 4號乘車處 | 辻12 | 濱竹、若松町               | 茅崎站南口   | 神奈川中央交通               |                        |
| 4號乘車處 | 辻13 | 濱竹、平和町               | 茅崎站南口   | 神奈川中央交通               |                        |
| 4號乘車處 | J2   | 濱竹、平和學園前、濱須賀   | 濱竹循環     | 江之電巴士                   |                        |

#### 西口（辻堂站西口）
| 乘車處 | 乘車處 | 系統       | 主要行經地                           | 目的地         | 運行業者       | 備註   |
| ------ | ------ | ---------- | ------------------------------------ | -------------- | -------------- | ------ |
| 北側   | 西方向 | 辻08       | 室田                                 | 茅崎市立醫院   | 神奈川中央交通 | 僅夜間 |
| 北側   | 西方向 | 辻09、藤21 | 室田、茅崎市立醫院                   | 茅崎站         | 神奈川中央交通 |        |
| 北側   | 東方向 | 藤21       | 辻堂站北口、索尼前、高山車庫、神明町 | 藤澤站北口     | 神奈川中央交通 |        |
| 北側   | 東方向 | 辻09       | 辻堂站北口、索尼前                   | 高山車庫       | 神奈川中央交通 |        |
| 南側   | 西方向 | 辻12       | 濱竹、若松町                         | 茅崎站南口     | 神奈川中央交通 |        |
| 南側   | 西方向 | 辻13       | 濱竹、平和町                         | 茅崎站南口     | 神奈川中央交通 |        |
| 南側   | 西方向 | 黑帽子號   | 東部循環市立醫院線 小和田、松浪路線  | 綠濱方向       | 神奈川中央交通 |        |
| 南側   | 西方向 | 黑帽子號   | 東部循環市立醫院線 小和田、松浪路線  | 往茅崎市立醫院 | 神奈川中央交通 |        |
| 南側   | 西方向 | J2         | 濱竹、平和學園前、濱須賀             | 濱竹循環       | 江之電巴士     |        |
| 南側   | 東方向 | 辻12、辻13 |                                      | 辻堂站南口     | 神奈川中央交通 |        |
| 南側   | 東方向 | J2         |                                      | 辻堂站南口     | 江之電巴士     |        |

## 其他
1955年（昭和30年）10月起，本站至茅崎站間鋪設「模範軌條」進行長達三年的高速運行實驗。

## 相鄰車站
東日本旅客鐵道
 東海道線
- 特急「湘南」部分停車站

■快速「ACTY」（東京方向起訖）、■特別快速（經湘南新宿線）
通過
■普通（東京方向起訖）、■快速（經湘南新宿線，下行列車自戶塚站起為普通列車）
藤澤（JT 08）－辻堂（JT 09）－茅崎（JT 10）

### 使用情況
JR東日本統計資料
1. ↑  統計年報 （页面存档备份，存于） - 藤沢市
2. ↑  線区別駅別乗車人員（1日平均）の推移 （页面存档备份，存于） - 17ページ

JR東日本1999年度以後上車人次
1. ↑  各駅の乗車人員（1999年度） （页面存档备份，存于） - JR東日本
2. ↑  各駅の乗車人員（2000年度） （页面存档备份，存于） - JR東日本
3. ↑  各駅の乗車人員（2001年度） （页面存档备份，存于） - JR東日本
4. ↑  各駅の乗車人員（2002年度） （页面存档备份，存于） - JR東日本
5. ↑  各駅の乗車人員（2003年度） （页面存档备份，存于） - JR東日本
6. ↑  各駅の乗車人員（2004年度） （页面存档备份，存于） - JR東日本
7. ↑  各駅の乗車人員（2005年度） （页面存档备份，存于） - JR東日本
8. ↑  各駅の乗車人員（2006年度） （页面存档备份，存于） - JR東日本
9. ↑  各駅の乗車人員（2007年度） （页面存档备份，存于） - JR東日本
10. ↑  各駅の乗車人員（2008年度） （页面存档备份，存于） - JR東日本
11. ↑  各駅の乗車人員（2009年度） （页面存档备份，存于） - JR東日本
12. ↑  各駅の乗車人員（2010年度） （页面存档备份，存于） - JR東日本
13. ↑  各駅の乗車人員（2011年度） （页面存档备份，存于） - JR東日本
14. ↑  各駅の乗車人員（2012年度） （页面存档备份，存于） - JR東日本
15. ↑  各駅の乗車人員（2013年度） （页面存档备份，存于） - JR東日本
16. ↑  各駅の乗車人員（2014年度） （页面存档备份，存于） - JR東日本
17. ↑  各駅の乗車人員（2015年度） （页面存档备份，存于） - JR東日本
18. ↑  各駅の乗車人員（2016年度） （页面存档备份，存于） - JR東日本
19. ↑  各駅の乗車人員（2017年度） （页面存档备份，存于） - JR東日本
20. ↑  各駅の乗車人員（2018年度） （页面存档备份，存于） - JR東日本
21. ↑  各駅の乗車人員（2019年度） （页面存档备份，存于） - JR東日本

神奈川縣縣勢要覽
1. ↑  平成12年 - 220ページ
2. 1 2  平成13年PDF - 222ページ
3. ↑  平成14年PDF - 220ページ
4. ↑  平成15年PDF - 220ページ
5. ↑  平成16年PDF - 220ページ
6. ↑  平成17年PDF - 222ページ
7. ↑  平成18年PDF - 222ページ
8. ↑  平成19年PDF - 224ページ
9. ↑  平成20年PDF - 228ページ
10. ↑  平成21年PDF - 238ページ
11. ↑  平成22年PDF - 236ページ
12. ↑  平成23年PDF - 236ページ
13. ↑  平成24年PDF - 232ページ
14. ↑  平成25年PDF - 234ページ
15. ↑  平成26年PDF - 236ページ
16. ↑  平成27年PDF - 236ページ
17. ↑  平成28年PDF - 244ページ
18. ↑  平成29年PDF - 236ページ

## 外部連結
- 車站資訊（辻堂）：東日本旅客鐵道